# 狄兼謨
狄兼謩（777年—849年），字汝谐，唐代并州太原（今山西太原南郊区）人。为名相狄仁杰族曾孙。 

## 生平
狄兼谟及进士第。辟襄阳使府，刚正有祖风。令狐楚执政，荐授左拾遗，多次上书言事。历任刑部郎中、蕲州邓州郑州三州刺史。一年旱灾，发粟赈济，人民不流徙。改苏州刺史，因治理的好，擢给事中。左藏史盗取度支缣帛，唐文宗以经赦诏不要处理，狄兼谟封还诏书，唐文宗问他，他说：“典史犯赃，不可免。”皇帝说：“朕已赦其长官，吏亦宜宥，与其失信，宁失罪人。”还说：“后或事有不可，勿以还诏为惮。”转任御史中丞。文宗说：“御史台朝廷纲纪，一台正，则朝廷治，朝廷正，则天下治。畏忌顾望，则职业废矣。卿，梁公后，当嗣家声，不可不慎。”狄兼谟顿首拜谢。江西观察使吴士矩为军队加饷，擅用数十万上供钱。狄兼谟劾奏：“观察使为陛下守土，宣国诏条，知临戎赏士，州有定数，而与夺由己，贻弊一方，为诸道觖望，请付有司治罪。”吴士矩于是贬为蔡州别驾。狄兼谟历任兵部侍郎、河东节度使。还京为尚书左丞。唐武宗子李岘封益王，命狄兼谟为益王傅。之后领天平节度使，因病力辞，以秘书监归洛阳，转任东都留守，去世，享年七十三。

## 履历
- 由李程主考，登進士第。
- 进入鳳翔節度使鄭餘慶幕府任职，参与平定蔡州吴元济之乱。
- 又入襄陽節度使孟簡幕府任职。
- 升任左拾遺、右補闕，改任侍御史，轉任奉天令，升蕲州刺史，入京任郎中，出任鄧州刺史、國子司業分司東都，改任太常少卿，又出任蘇州、郑州二州刺史，徵召入京爲給事中。
- 唐文宗時升任御史中丞、兵部侍郎，开成三年（838年）十二月，担任检校工部尚书、太原尹、充河东节度使，後又加兵部尚書，再次徵召入京任兵部侍郎。
- 唐武宗時，兼任益王傅，仍權总选部事，改任尚書左丞，出任捡校吏部尚書、天平節度使，加銀青光禄大夫。
- 以秘书监归洛阳，转任东都留守，又改太子少保，加捡校尚書右僕射，不久病逝。

## 家族
- 曾祖：狄仁续（潞州长子縣令）
- 祖父：狄光友（洺州長史）
- 夫人：扶風郡夫人京兆韋氏（蕲州刺史韋及女）
- 長子：狄咸中
- 次子：狄祯